# Lyle Campbell
Lyle Campbell (ur. 2 października 1942) – amerykański językoznawca. Specjalizuje się w dokumentacji języków zagrożonych, lingwistyce historycznej, językach indiańskich, typologii lingwistycznej, socjolingwistyce oraz językach uralskich.
Bakalaureat z zakresu archeologii i antropologii uzyskał w 1966 roku na Brigham Young University. W 1967 roku uzyskał magisterium z językoznawstwa na Uniwersytecie Waszyngtońskim. Później odbył studia doktoranckie na Uniwersytecie Kalifornijskim w Los Angeles, gdzie obronił rozprawę pt. Quichean Linguistic Prehistory.
Jego dorobek obejmuje ponad 20 książek oraz ok. 200 artykułów. Jest członkiem 18 rad redakcyjnych.

## Wybrana twórczość
- Quichean Linguistic Prehistory (1977)
- The Linguistics of Southeast Chiapas (1988)
- American Indian languages: the historical linguistics of Native America (1997)
- Historical Linguistics: an Introduction (2013)